# Bad Habits (Ed Sheeran)
Bad Habits è un singolo del cantautore britannico Ed Sheeran, pubblicato il 25 giugno 2021 come primo estratto dal settimo album in studio =.

## Promozione
Ed Sheeran ha eseguito il pezzo per la prima volta in televisione al Late Late Show di James Corden il 28 giugno 2021, all'One Show due giorni dopo e al Myx Music Award il 7 agosto seguente.

## Video musicale
Il video, diretto da Dave Meyers, è stato reso disponibile in concomitanza con l'uscita del brano. La clip ha ottenuto tre candidature agli MTV Video Music Awards 2021, di cui una come video dell'anno.

## Tracce
Testi e musiche di Ed Sheeran, Fred Gibson e Johnny McDaid.
CD (Europa, Stati Uniti), download digitale, streaming – 1ª versione
1. Bad Habits – 3:51

Download digitale, streaming – Acoustic Version
1. Bad Habits (Acoustic Version) – 3:52

Download digitale, streaming – Meduza Remix
1. Bad Habits (Meduza Remix) – 3:14

Download digitale, streaming – The Remixes
1. Bad Habits (Jubël Remode) – 2:59
2. Bad Habits (Kooldrink Amapiano Remix) – 5:27
3. Bad Habits (Shaun Remix) – 3:44

Download digitale, streaming – Joel Corry Remix
1. Bad Habits (Joel Corry Remix) – 3:09

Download digitale, streaming – Fumez the Engineer Remix
1. Bad Habits (Fumez the Engineer Remix) (feat. Tion Wayne & Central Cee) – 3:41

MC (Stati Uniti)
- Lato A

1. Bad Habits – 3:51

- Lato B

1. Bad Habits (Acoustic Version) – 3:52

Download digitale, streaming – 2ª versione
1. Bad Habits (feat. Bring Me the Horizon) – 4:10

## Formazione
Hanno partecipato alle registrazioni, secondo le note di copertina:
Musicisti
- Ed Sheeran – voce, cori, chitarra acustica, percussioni
- Fred – cori, chitarra, batteria, basso, tastiera, pianoforte, programmazione
- Johnny McDaid – chitarra acustica
- Iain Archer – slide guitar

Produzione
- Fred – produzione, ingegneria del suono
- Johnny McDaid – produzione, ingegneria del suono
- Ed Sheeran – produzione
- Parisi – produzione aggiuntiva
- Mark "Spike" Stent – missaggio
- Matt Wolach – assistenza al missaggio
- Graham Archer – ingegneria del suono, produzione vocale
- Will Reynolds – assistenza all'ingegneria del suono
- Stuart Hawkes – mastering

## Successo commerciale
Secondo l'International Federation of the Phonographic Industry Bad Habits è stato il 10º pezzo più venduto a livello globale del 2021 con un totale di 1,57 miliardi di riproduzioni streaming equivalenti.
In madrepatria la canzone ha debuttato al vertice della classifica dei singoli, divenendo la decima numero uno di Sheeran che così facendo ha eguagliato Calvin Harris ed Eminem come sesto artista con il maggior numero di prime posizioni nella Official Singles Chart. Ha ottenuto questo traguardo grazie a 92 086 unità di vendita, derivanti da 24 162 download digitali e 8,7 milioni di riproduzioni in streaming. È rimasto ancorato al primo posto per undici settimane consecutive, battendo Drivers License di Olivia Rodrigo al titolo di singolo più duraturo al numero uno nel 2021. È stato poi spodestato dal terzo singolo estratto da =, Shivers. È risultata la 4ª canzone più consumata nel paese durante la prima metà del 2022 e ha mantenuto il titolo della numero uno più longeva degli anni venti nella hit parade della OCC fino al maggio 2025, quando Alex Warren si è impossessato del primato con la sua Ordinary (2025).
Nella Billboard Hot 100 statunitense è divenuto l'ottavo singolo in top ten per Sheeran, esordendo al 5º posto con 38,8 milioni di ascolti registrati via radio, 17,7 milioni in stream e 33 200 copie digitali, risultando il secondo brano più scaricato della settimana e il sesto più riprodotto. Ha in seguito raggiunto il 2º posto grazie a 72,8 milioni di audience radiofonica, 15 000 download digitali e 16,6 milioni di stream.

## Classifiche

### Classifiche settimanali
| Classifica (2021-23)  | Posizione massima |
| --------------------- | ----------------- |
| Argentina             | 17                |
| Australia             | 1                 |
| Austria               | 1                 |
| Belgio (Fiandre)      | 1                 |
| Belgio (Vallonia)     | 1                 |
| Bielorussia           | 64                |
| Bulgaria              | 1                 |
| Canada                | 1                 |
| Corea del Sud         | 12                |
| Croazia               | 1                 |
| Danimarca             | 1                 |
| El Salvador           | 6                 |
| Estonia               | 159               |
| Finlandia             | 1                 |
| Francia               | 4                 |
| Germania              | 1                 |
| Grecia                | 4                 |
| India                 | 4                 |
| Irlanda               | 1                 |
| Islanda               | 1                 |
| Italia                | 6                 |
| Kazakistan            | 27                |
| Libano                | 2                 |
| Lituania              | 2                 |
| Lussemburgo           | 7                 |
| Moldavia              | 37                |
| Norvegia              | 1                 |
| Nuova Zelanda         | 1                 |
| Paesi Bassi           | 2                 |
| Perù                  | 88                |
| Polonia               | 1                 |
| Portogallo            | 1                 |
| Regno Unito           | 1                 |
| Repubblica Ceca       | 2                 |
| Repubblica Dominicana | 43                |
| Romania               | 1                 |
| Russia                | 1                 |
| Singapore             | 2                 |
| Slovacchia            | 2                 |
| Spagna                | 26                |
| Stati Uniti           | 2                 |
| Sudafrica             | 1                 |
| Svezia                | 2                 |
| Svizzera              | 1                 |
| Taiwan                | 25                |
| Ucraina               | 3                 |
| Ungheria              | 1                 |
| Vietnam               | 71                |

### Classifiche di fine anno
| Classifica (2021) | Posizione |
| ----------------- | --------- |
| Australia         | 7         |
| Austria           | 2         |
| Belgio (Fiandre)  | 10        |
| Belgio (Vallonia) | 3         |
| Brasile           | 198       |
| Bulgaria          | 10        |
| Canada            | 7         |
| Corea del Sud     | 65        |
| Croazia           | 23        |
| Danimarca         | 1         |
| Finlandia         | 7         |
| Francia           | 14        |
| Germania          | 2         |
| Irlanda           | 1         |
| Islanda           | 4         |
| Italia            | 25        |
| Norvegia          | 4         |
| Nuova Zelanda     | 11        |
| Paesi Bassi       | 3         |
| Polonia           | 9         |
| Portogallo        | 31        |
| Regno Unito       | 1         |
| Russia            | 5         |
| Spagna            | 56        |
| Stati Uniti       | 15        |
| Svezia            | 4         |
| Svizzera          | 4         |
| Ungheria          | 5         |
| Classifica (2022) | Posizione |
| Australia         | 5         |
| Austria           | 11        |
| Belgio (Fiandre)  | 57        |
| Belgio (Vallonia) | 79        |
| Canada            | 6         |
| Corea del Sud     | 69        |
| Danimarca         | 12        |
| Francia           | 52        |
| Germania          | 14        |
| Islanda           | 16        |
| Italia            | 83        |
| Lituania          | 31        |
| Nuova Zelanda     | 9         |
| Paesi Bassi       | 43        |
| Regno Unito       | 2         |
| Russia            | 15        |
| Stati Uniti       | 13        |
| Svizzera          | 11        |
| Ucraina           | 43        |
| Ungheria          | 42        |
| Classifica (2023) | Posizione |
| Australia         | 37        |
| Bielorussia       | 93        |
| Danimarca         | 76        |
| Francia           | 186       |
| Kazakistan        | 43        |
| Moldavia          | 114       |
| Regno Unito       | 30        |
| Russia            | 115       |
| Ucraina           | 118       |
| Classifica (2024) | Posizione |
| Bielorussia       | 127       |
| Kazakistan        | 87        |

### Classifiche di fine decennio
| Classifica (2020-29) | Posizione |
| -------------------- | --------- |
| Bielorussia          | 2         |
| Kazakistan           | 6         |
| Moldavia             | 24        |
| Russia               | 2         |

## Date di pubblicazione
| Paese                 | Data           | Formato                          | Nota            |
| --------------------- | -------------- | -------------------------------- | --------------- |
| Mondo                 | 25 giugno 2021 | CD, download digitale, streaming | [ 121 ] [ 122 ] |
| Italia                | 25 giugno 2021 | Contemporary hit radio           | [ 123 ]         |
| Regno Unito           | 25 giugno 2021 | Contemporary hit radio           | [ 124 ]         |
| Svezia                | 25 giugno 2021 | Adult contemporary radio         | [ 125 ]         |
| Regno Unito           | 26 giugno 2021 | Adult contemporary radio         | [ 126 ]         |
| Stati Uniti d'America | 28 giugno 2021 | Adult contemporary radio         | [ 127 ]         |
| Stati Uniti d'America | 29 giugno 2021 | Contemporary hit radio           | [ 128 ]         |